# Mina alla Bussola dal vivo
Mina alla Bussola dal vivo è il primo album live della cantante italiana Mina, pubblicato su LP dalla casa discografica PDU di proprietà dell'artista a maggio del 1968 e distribuito dalla Durium.

## Storia
Primo di 3 LP dal vivo, cui fanno seguito Dalla Bussola del 1972 e lo storico, per l'ultima apparizione in pubblico di Mina, Mina Live '78. Nella discografia ufficiale sono catalogati tra gli "album studio", ma contengono tutti registrazioni live di concerti tenuti in epoche diverse nel celebre locale notturno di Sergio Bernardini La Bussola di Focette sul lungomare a Marina di Pietrasanta in Versilia. (In realtà per l'ultimo fu utilizzato il tendone della più ampia struttura non molto distante, denominata Bussoladomani, aperta nel 1976 e smantellata nel 2000).
Il disco documenta l'evento del 14 aprile 1968 organizzato per festeggiare i dieci anni di carriera dell'artista, proprio nello stesso locale in cui, spinta dagli amici, aveva iniziato a cantare pubblicamente una notte d'estate di tanti prima.

## Descrizione
Esiste una ristampa promozionale a tiratura limitata con lo stesso numero di catalogo, che reca sulle etichette del disco le scritte "non commerciabile" e OMAGGIO DE "LA BUSSOLA", oltre a contenere la seguente nota, ripresa anche in alcune edizioni successive:
(Nota nella copertina interna.)
Pubblicato su musicassetta nel 1970 (PDU PMA 530) e rimasterizzato su CD nel 2001 (PDU 090 7906872).
Il 33 giri, che risulterà il 3º album più venduto del 1968, è il primo ambizioso tentativo fatto in Italia per includere la registrazione di un concerto dal vivo in un album e, contemporaneamente, un apprezzabile sforzo per celebrare dieci anni di straordinario, immutato successo della cantante.
Stampato in Brasile con il sottotitolo aggiuntivo Mina ao vivo (PDU/Fermata FB 228), in Colombia intitolato Canta en vivo (Fermata LF 149) e in Cile con l'edizione promozionale Mina en persona (Fermata LF 140 X).

## Tracce
Lato A
1. Chi dice non dà (Canto de Ossanha) – 2:42 (testo: Giorgio Calabrese – musica: Vinícius de Moraes, Baden Powell de Aquino; edizioni musicali Pickwick)
2. Regolarmente – 2:50 (testo: Daniela Casa – musica: Gianfranco Baldazzi; edizioni musicali Fox)
3. Cry – 3:31 (Churchill Kohlman; edizioni musicali Francis Day)
4. Un colpo al cuore – 3:26 (testo: Giancarlo Bigazzi – musica: Giancarlo Bigazzi, Mario Capuano; edizioni musicali Duomo)
5. Se stasera sono qui – 3:59 (testo: Mogol[6] – musica: Luigi Tenco; edizioni musicali Radio Record Ricordi)

Lato B
1. C'è più samba (Tem mais samba) – 3:32 (testo: Bruno Lauzi[7] – musica: Chico Buarque de Hollanda; edizioni musicali Fox)
2. La voce del silenzio – 3:28 (testo: Mogol, Paolo Limiti – musica: Elio Isola; edizioni musicali A.C.E. / Picchio Rosso)
3. Per ricominciare (Can't Take My Eyes Off You) – 3:30 (testo: Ermanno Parazzini – musica: Bob Gaudio, Bob Crewe; edizioni musicali Suvini-Zerboni)
4. Allegria (Upa neguinho) – 2:11 (testo: Gianfrancesco Guarnieri, Giorgio Calabrese – musica: Edú Lobo; edizioni musicali Pickwick)
5. Deborah – 3:39 (testo: Vito Pallavicini – musica: Paolo Conte; edizioni musicali Ri-Fi)

## Formazione
- Mina – voce
- Augusto Martelli – direzione d'orchestra
- Rolando Ceragioli – batteria
- Loreto Ficorilli – percussioni
- Pino Presti – basso
- Filippo Daccò – chitarra elettrica
- Ernesto Massimo Verardi – chitarra elettrica
- Alberto Baldan Bembo – organo
- Gianni Zilioli – pianoforte
- Fermo Lini – tromba
- Oscar Valdambrini – tromba
- Gianni Caranti – trombone
- Nicola Castriotta – trombone
- Enos Patracchini – trombone
- Dino Piana – trombone
- Gianni Bedori – sassofono baritono, sassofono soprano, flauto, ottavino
- Sergio Valenti – sassofono baritono, sax alto
- Glauco Masetti – sax alto
- Sergio Rigon – sax alto, flauto, clarinetto
- Eraldo Volontè – sassofono tenore, clarinetto

Tecnico del suono: Nuccio Rinaldis

## Brani e altre versioni
- Chi dice non dà

Eseguita dalla cantante dal vivo solo in italiano e in studio solo in portoghese. Il video con un'altra registrazione live tratto dalla sesta puntata di Canzonissima 1968 (3 novembre) è presente sul DVD Gli anni Rai 1968 Vol. 4, inserito in un cofanetto monografico di 10 volumi pubblicato da Rai Trade e GSU nel 2008.
La versione in portoghese, nell'album Mina canta o Brasil del 1970, è la cover dell'originale Canto de Ossanha inciso nel 1965 dal Quarteto Bossamba e nel 1966 da Elis Regina.
- Cry

Brano in origine cantato nel 1951 prima da Ruth Casey e poi da Johnnie Ray, che lo rende famoso incidendolo su singolo e album. Eseguito da Mina sempre in inglese e solo dal vivo.
Altre registrazioni in formato video si trovano sui DVD:
- Gli anni Rai 1967 Vol. 6, dalla quinta puntata di Sabato sera del 29 aprile 1967
- Gli anni Rai 1967-1968 Vol. 5, dalla terza puntata di Senza rete dell'11 luglio 1968
- Gli anni Rai 1968 Vol. 4, frammento di un medley dalla settima puntata di Canzonissima 1968 del 9 novembre. La fantasia completa in versione audio è contenuta nel CD Signori... Mina! vol. 1 del 1993.

- Se stasera sono qui

Famoso successo postumo dell'autore Luigi Tenco. Mai incisa su singolo, da studio è presente negli album Le più belle canzoni italiane interpretate da Mina (1968), I discorsi (1969) e nell'introvabile raccolta Stasera...Mina del 1969, pubblicata solo su musicassetta e Stereo8.
Nel DVD Gli anni Rai 1967-1968 Vol. 5 si trova la registrazione video dalla terza puntata di Senza rete dell'11 luglio 1968.
Questa versione dal vivo è stata inserita nella compilation Del mio meglio vol. 1 (1971).
- C'è più samba

In italiano è stata eseguita da Mina soltanto dal vivo. Il video con un'altra registrazione live tratto dalla terza puntata di Canzonissima 1968 (12 ottobre) si trova nel DVD Gli anni Rai 1968 Vol. 4 ed è un frammento da un medley, la cui versione audio completa si trova nel CD Signori... Mina! vol. 2 del 1993.
L'unica incisione in studio, nell'album Mina canta o Brasil del 1970, è la cover, cantata in portoghese, del pezzo originale Tem mais samba, inciso nel 1966 dall'autore Chico Buarque de Hollanda e anche da Elis Regina.
- La voce del silenzio

Cover del brano presentato al Festival di Sanremo 1968 da Tony Del Monaco e Dionne Warwick, 14º classificato.
Versione studio: nell'album Canzonissima '68, nella raccolta (solo su MC e Stereo8) Stasera...Mina del 1969, sul singolo Non c'è che lui/La voce del silenzio del 1970 e nell'antologia Mina Sanremo del 1998.
Un video di un'altra interpretazione dal vivo nell'ottava puntata di Canzonissima 1968 (16 novembre) è disponibile sul DVD Gli anni Rai 1967-1968 Vol. 5. La corrispondente traccia audio è sul CD I miei preferiti (Gli anni Rai) del 2014.
Questa versione dal vivo è stata inserita nella compilation Del mio meglio vol. 1 (1971).
- Per ricominciare

Cover di Can't Take My Eyes Off You, singolo del 1967 di Frankie Valli, che compare in italiano solo su questo album. La versione in lingua originale (mai incisa dal vivo) è stata pubblicata soltanto sull'LP per il mercato statunitense More Than Strangers nel 1969 ed è rimasta inedita su CD. É invece disponibile sia sull'album Don't Call Me Baby del 2003, sia nella raccolta The Platinum Collection dell'anno seguente, una nuova versione studio in inglese, della quale nel 2003 sono stati utilizzati due brevi incisi per gli spot pubblicitari della Fiat Panda.
- Deborah

Cover della canzone presentata al Festival di Sanremo 1968 da Fausto Leali e Wilson Pickett, 4ª classificata. Mina la inserisce (versione studio) nell'album Canzonissima '68 e nella raccolta Stasera...Mina del 1969.
Altre registrazioni live in formato video si trovano sui DVD:
- Gli anni Rai 1967-1968 Vol. 5, dalla terza puntata di Senza rete dell'11 luglio 1968
- Gli anni Rai 1968 Vol. 4, frammento di un medley dalla settima puntata di Canzonissima 1968 del 9 novembre. La fantasia completa in versione audio è contenuta nell'album Signori... Mina! vol. 1 del 1993.

- Regolarmente, Un colpo al cuore, Allegria